# Blagoy Ivanov
Blagoy Aleksandrov Ivanov (búlgaro: Благой Иванов; Sandanski, 9 de outubro de 1986) é um lutador búlgaro de artes marciais mistas e sambo, onde ganhou o Campeonato Mundial de 2008 em São Petersburgo, Rússia.
Blagoy também competiu no Judô como peso pesado representando o Bulgária. Ele competiu no Campeonato Júnior Balcã de 2003 e ficou em primeiro. Ele então continuou a competir em campeonatos europeus, mas apenas classificado em 7° no Torneio Sub-23 de 2007, e não tentou representar a Bulgária nos Jogos Olímpicos de 2008. Posteriormente Ivanov decidiu entrar na carreira como lutador de artes marciais mistas ao invés de representar a Bulgária nos Jogos Olímpicos de 2012. De acordo com o ranking da global-mma.com, ele é o 8° melhor lutador do mundo fora do UFC. Ele também é detentor do Cinturão Peso Pesado do WSOF.

## Carreira no Sambo
Ele nomeadamente derrotou o Tetracampeão Mundial de Sambo e lenda do MMA Fedor Emelianenko na semifinal do Campeonato Mundial de Sambo de 2008 em 16 de Novembro de 2008. (Ele venceu a final contra o alemão Janosch Stefan no dia seguinte.) Ivanov já havia enfrentado Emelianenko em Fevereiro de 2008 na Copa do Presidente da Rússia, perdendo a luta para Emelianenko.

## Carreira no MMA
Ivanov começou uma carreira nas artes marciais mistas em seu país natal (2 vitórias e 1 NC) antes de ir para o World Victory Road, onde ele assinou um contrato de três lutas. Sua primeira luta aconteceu no Sengoku 9, onde ele derrotou o veterano do Pride FC, Kazuyuki Fujita por decisão dividida, quebrando ambas mãos na luta.
Ivanov em seguida foi colocado para enfrentar o irmão de Fedor, Aleksander Emelianenko, mas a luta e o evento não aconteceu devido ao ocorrido de ter quebrado as mãos na luta contra Fujita e não foi capaz de se recuperar e se preparar adequadamente para luta com Aleksander.
Recentemente, na capital da Bulgária - Sófia, Bagata derrotou outro lutador búlgaro de MMA conhecido, Svetoslav Zahariev que foi campeão europeu de grappling, como peso pesado. Na entrevista dada após a luta, Bagata disse que ele estava pronto para uma revanche com Svetoslav, mas também com seu irmão, que é lutador também. Ele complementou ainda que precisa de mais lutas fáceis assim para se preparar para desafios maiores.

### Bellator MMA
Em 15 de Março de 2011, Ivanov anunciou que havia assinado um contrato para lutar no Bellator. Ele estreou em 26 de Março de 2011, no Bellator 38 contra William Penn ganhou por nocaute técnico no primeiro round.
Ivanov era esperado para enfrentar Thiago Santos nas quartas de final do torneio no Bellator 52 em 1 de Outubro. O torneio determina o desafiante n°1 a enfrentar o campeão Cole Konrad. Santos, porém, foi incapaz de viajar do Brasil para o evento e foi substituído por Zak Jensen.
Ivanov derrotou Jensen por finalização técnica com uma guilhotina aos 2:35 do segundo round. Ivanov usou sua técnica superior no boxe, velocidade e precisão para fazer Jensen sangrar no primeiro round. Jensen ofereceu pouco perigo, e o round foi marcado como 10-8. Uma queda de Ivanov começou o segundo round, onde ele imediatamente começou a encaixar uma americana. Jensen abriu mão da montada para defender. Eventualmente, Jensen foi capaz de sair, mas como foi para cima de Ivanov colocando-o contra a grade deixou seu pescoço exposto. Ivanov encaixou uma guilhotina apertada que deixou Jensen inconsciente e incapaz de bater.
Em 24 de Dezembro de 2011, Ivanov derrotou Ricco Rodriguez no terceiro round por nocaute técnico com um chute na parte superior do corpo, que alguns acham que acertou a cabeça de Rodriguez, enquanto ele ainda estava de joelhos se levantando. A luta aconteceu em Chekhov, subúrbio de Moscou, e Ivanov lutou representando a Rússia.

### Retorno ao MMA
Ivanov retornou ao MMA após 21 meses parado devido a um problema cardíaco e enfrentou Manny Lara em 13 de Septembro de 2013 no Bellator 99. Ele venceu a luta por finalização no primeiro round.
Ivanov em seguida lutou em 22 de Novembro de 2013 no Bellator 109 e enfrentou Keith Bell. Ivanov foi inicialmente atordoado por Bell no começo da luta, mas se recuperou e venceu a luta por finalização.
Em Março de 2014, Ivanov retornou ao peso pesado. Ele enfrentou Rich Hale no round de abertura do Torneio de Pesados da 10ª Temporada do Bellator no Bellator 111 em 7 de Março de 2014. Ele venceu a luta por decisão unânime. Ele enfrentou Lavar Johnson na semifinal no Bellator 116 em 11 de Abril de 2014 e venceu por finalização no primeiro round. Ele enfrentou Alexander Volkov na final do torneio em 17 de Maio de 2014 no Bellator 120. Ele perdeu a luta por finalização no segundo round, resultando em sua primeira derrota profissional.

### World Series of Fighting
Em 24 de Janeiro de 2015 foi anunciado que Ivanov havia assinado com o WSOF.
Em sua estréia, Ivanov enfrentou Smealinho Rama pelo Cinturão Peso Pesado do WSOF no WSOF 21 em 5 de Junho de 2015  Ele venceu a luta e o título com uma finalização no terceiro round.

## Incidente em luta no bar
No começo da manhã de 26 de Fevereiro de 2012 um grupo de oito homens entrou no bar "Ice" na Rua Graf Ignatiev e atacaram e seus dois amigos, ambos com passado criminoso. Ivanov foi esfaqueado embaixo da axila, com a lâmina da faca entrando em seu coração. Ele estava na UTI após 6 horas de intervenção médica no Pirogov Hospital em Sófia. Sua condição se estabilizou, mas ele estava respirando por aparelhos. A polícia estava investigando o crime, um suspeito de 23 anos, conhecido como "O Haltere," com uma longa ficha criminosa, foi detido horas após o ataque. O Ministro do interior da Bulgária, Tsvetan Tsvetanov, usou a rapidez da prisão como argumento para o sucesso do país na luta contra o crime organizado, no discurso que fez dois dias após o acontecido.
Em 5 de Março de 2012 Ivanov foi relatado para estar em condição estável, tendo recuperado a consciência durante a semana. Enquanto sua vida estava considerada em risco, ele foi transferido para para um regime de tratamento mais brando. O problema é com seus pulmões, não seu coração. "O Altere" ou Dampela, e seu advogado, Radost Karaivanova, estavam revindicando que Ivanov iniciou a briga, ao dar um tapa no rosto de Dampela. Dampela tem um histórico criminal de extorsão, tráfico de drogas e registro fraudulento de carro. A história de defesa é que Dampela não sabia que havia esfaqueado Ivanov e foi à polícia imediatamente após descobrir o que ele fez, ao passo que a acusação afirma que Dampela se gabou sobre o incidente e intencionalmente escolheu a briga com Ivanov em fúria de bêbado. Ele eventualmente retornou ao MMA em Setembro de 2013.
Em 12 de Março de 2012, a condição de Ivanov se deteriorou. Uma segunda cirurgia foi feita nele, e ele foi colocado em coma artificial. Em um artigo em 19 de Maio, o MMA Frenzy reportou, em conjunto com a agência de notícia de Sofia novinite.com, que Ivanov foi tirado do coma induzido, e estava falando com os médicos. Ele era esperado para estar completamente recuperado entre seis meses a um ano. Seu agressor, um homem chamado Dampela de 23 anos, está em detenção permanente.
Em cerca de 12 de Maio de 2012, Ivanov recuperou a habilidade de falar e deu uma breve conferência de imprensa no hospital. Ele declarou que ele está determinado a retornar a lutar e os médicos confirmaram que ele se recuperaria entre 6 meses a um ano. Essa foi sua primeira aparição para a mídia desde o esfaqueamento e Blagoy deixou o hospital no final de Maio.
Em 28 de Maio, Ivanov recebeu alta da UTI. Em 29 de Maio de, ele recebeu alta do hospital. Ele afirmou que foi determinado a retornar a competir e os médicos confirmaram que seria no ano seguinte. Ivanov fez seu retornou ao MMA em Setembro de 2013 e venceu suas quatro lutas seguintes.

## Títulos
- Bellator MMA
  - Finalista do Torneio de Pesados da 10ª Temporada
- World Series of Fighting
  - Cinturão Peso Pesado do WSOF (Uma vez; atual)

## Cartel no MMA
| Cartel no MMA   |             |            |
| 23 lutas        | 18 vitórias | 4 derrotas |
| Por nocaute     | 6           | 0          |
| Por finalização | 6           | 1          |
| Por decisão     | 6           | 3          |
| No contest      | 1           | 1          |

| Res.    | Cartel   | Oponente           | Método                                  | Evento                                 | Data       | Round | Tempo | Local                     | Notas                                                                                   |
| ------- | -------- | ------------------ | --------------------------------------- | -------------------------------------- | ---------- | ----- | ----- | ------------------------- | --------------------------------------------------------------------------------------- |
| Derrota | 18-4 (1) | Augusto Sakai      | Decisão (dividida)                      | UFC on ESPN: Woodley vs. Burns         | 30/05/2020 | 3     | 5:00  | Las Vegas, Nevada         |                                                                                         |
| Derrota | 18-3 (1) | Derrick Lewis      | Decisão (dividida)                      | UFC 244: Masvidal vs. Diaz             | 02/11/2019 | 3     | 5:00  | Nova Iorque, Nova Iorque  |                                                                                         |
| Vitória | 18-2 (1) | Tai Tuivasa        | Decisão (unânime)                       | UFC 238: Cejudo vs. Moraes             | 08/06/2019 | 3     | 5:00  | Chicago, Illinois         |                                                                                         |
| Vitória | 17-2 (1) | Ben Rothwell       | Decisão (unânime)                       | UFC Fight Night: Lewis vs. dos Santos  | 09/03/2019 | 3     | 5:00  | Wichita, Kansas           |                                                                                         |
| Derrota | 16-2 (1) | Junior dos Santos  | Decisão (unânime)                       | UFC Fight Night: dos Santos vs. Ivanov | 14/07/2018 | 5     | 5:00  | Boise, Idaho              | Estreia no UFC.                                                                         |
| Vitória | 16-1 (1) | Caio Alencar       | Decisão (unânime)                       | PFL: Fight Night                       | 02/11/2017 | 3     | 5:00  | Washington, D.C.          | Defendeu o Cinturão Peso Pesado do PFL; Vagou o cinturão para assinar pelo UFC.         |
| Vitória | 15-1 (1) | Shawn Jordan       | Nocaute Técnico (socos)                 | WSOF 35                                | 18/03/2017 | 1     | 1:43  | Verona, Nova Iorque       | Defendeu o Cinturão Peso Pesado do WSOF.                                                |
| Vitória | 14-1 (1) | Josh Copeland      | Decisão (unânime)                       | WSOF 31                                | 17/06/2016 | 5     | 5:00  | Mashantucket, Connecticut | Defendeu o Cinturão Peso Pesado do WSOF.                                                |
| Vitória | 13-1 (1) | Derrick Mehmen     | Nocaute Técnico (socos)                 | WSOF 24                                | 17/10/2015 | 2     | 4:33  | Mashantucket, Connecticut | Defendeu o Cinturão Peso Pesado do WSOF.                                                |
| Vitória | 12-1 (1) | Smealinho Rama     | Finalização (guilhotina)                | WSOF 21                                | 05/06/2015 | 3     | 1:17  | Edmonton, Alberta         | Estreia no WSOF; Ganhou o Cinturão Peso Pesado do WSOF.                                 |
| Derrota | 11-1 (1) | Alexander Volkov   | Finalização (mata leão)                 | Bellator 120                           | 17/05/2014 | 2     | 1:08  | Southaven, Mississippi    | Final do Torneio de Pesados da 10ª Temporada.                                           |
| Vitória | 11-0 (1) | Lavar Johnson      | Finalização (americana)                 | Bellator 116                           | 11/04/2014 | 1     | 4:08  | Temecula, California      | Semifinal do Torneio de Pesados da 10ª Temporada.                                       |
| Vitória | 10-0 (1) | Rich Hale          | Decisão (unânime)                       | Bellator 111                           | 07/03/2014 | 3     | 5:00  | Thackerville, Oklahoma    | Quartas de Final do Torneio de Pesados da 10ª Temporada.                                |
| Vitória | 9-0 (1)  | Keith Bell         | Finalização (mata leão)                 | Bellator 109                           | 22/11/2013 | 1     | 3:59  | Bethlehem, Pennsylvania   |                                                                                         |
| Vitória | 8-0 (1)  | Manny Lara         | Finalização (guilhotina em pé)          | Bellator 99                            | 13/09/2013 | 1     | 1:17  | Temecula, California      |                                                                                         |
| Vitória | 7-0 (1)  | Ricco Rodriguez    | Nocaute Técnico (desistência)           | Chekhov MMA Tournament                 | 24/12/2011 | 3     | 3:33  | Chekhov                   |                                                                                         |
| Vitória | 6-0 (1)  | Zak Jensen         | Finalização Técnica (guilhotina)        | Bellator 52                            | 01/10/2011 | 2     | 2:35  | Lake Charles, Louisiana   | Quartas de Final do Torneio da 5ª Temporada; Ivanov abandonou o torneio devido a lesão. |
| Vitória | 5-0 (1)  | William Penn       | Nocaute Técnico (socos)                 | Bellator 38                            | 26/03/2011 | 1     | 2:58  | Tunica, Mississippi       | Estreia no Bellator.                                                                    |
| Vitória | 4-0 (1)  | Svetoslav Zahariev | Finalização (mata leão)                 | Real Pain Challenge 9                  | 09/10/2010 | 1     | 3:33  | Sófia                     |                                                                                         |
| Vitória | 3-0 (1)  | Kazuyuki Fujita    | Decisão (dividida)                      | Sengoku 9                              | 02/08/2009 | 3     | 5:00  | Saitama                   |                                                                                         |
| NC      | 2-0 (1)  | Ilir Latifi        | Sem Resultado                           | Real Pain Challenge 2                  | 17/05/2008 | 1     | 0:55  | Sófia                     | A luta foi encerrada após o ringue quebrar.                                             |
| Vitória | 2-0      | Yancho Dimitrov    | Nocaute Técnico (socos)                 | Real Pain Challenge 1                  | 09/03/2008 | 1     | 2:31  | Sófia                     |                                                                                         |
| Vitória | 1-0      | Kamen Georgiev     | Nocaute Técnico (interrupção do córner) | FM - Fitness Mania                     | 13/10/2007 | 1     | 5:00  | Pazardzhik                |                                                                                         |